# Radiant Sons
Radiant Sons — студийный альбом немецкой готической группы Garden of Delight, вышедший в 2000 году на лейбле Trisol и ставший первым диском GOD после восстановления группы.

## Об альбоме
Radiant Sons стал первым студийным альбомом, записанным после восстановления Garden of Delight. В его записи снова принял участие Том О'Коннелл, и в целом диск продолжает традиции ранних GOD. В альбом вошли композиции, изначально написанные для сайд-проекта Артауда Сета Chaos God.
В песне Astral Traveller I музыканты использовали семпл речи космонавта Владимира Комарова, которую он произнёс перед своим последним полётом.
Большинство песен с альбома исполнены в медленном темпе и подчёркнуто спокойном, медитативном настроении, некоторые из них длятся более десяти минут. Некоторые музыкальные критики отмечали, что это, в сочетании с довольно однообразным вокалом Артауда Сета, негативно повлияло на общее восприятие альбома.

## Список композиций
Все тексты: Артауд Сет, музыка: Артауд Сет и Том О'Коннелл.
1. «Chaos AD» — 5:06
2. «Agony» — 4:04
3. «Obsessed» — 3:51
4. «Shariah» — 5:11
5. «Astral Traveller I» — 11:32
6. «Twilight» — 1:31
7. «Last Day on Earth» — 13:41
8. «Astral Traveller II» — 6:38

## Участники записи
- Артауд Сет — вокал, программирование
- Том О'Коннелл — гитара
- Ява Сет — бас-гитара